# Ulf Johansson (Biathlet)
Ulf Lennart Johansson (* 26. Mai 1967 in Tibro) ist ein ehemaliger schwedischer Biathlet.
Ulf Johansson startete für I 2 Idrottsförening aus Karlstad. Ende der 1980er und in der ersten Hälfte der 1990er Jahre gehörte er zum schwedischen Biathlon-Nationalkader. Der in Umeå lebende Gärtner debütierte in der Saison 1987/88 im Biathlon-Weltcup. 1990 nahm er in Oslo erstmals an den Biathlon-Weltmeisterschaften teil und wurde 17. des Sprints und mit Anders Mannelqvist, Lars Wiklund und Mikael Löfgren Achter mit der schwedischen Mannschaft. 1991 wurde er in Lahti in derselben Zusammensetzung erneut Achter mit der Mannschaft, mit Ulf Sjöden, Mannelqvist und Löfgren Siebter im Staffelrennen und 42. des Sprints. Bei den Olympischen Winterspielen 1992 in Albertville kam Johansson in allen drei Rennen zum Einsatz. Im Einzel belegte er den 64. Platz, wurde 14. des Sprints und gewann mit Leif Andersson, Tord Wiksten und Mikael Löfgren als Startläufer der Staffel hinter Deutschland und dem Vereinten Team die Bronzemedaille. Es war die erste Biathlon-Medaille für Schweden seit Lars-Göran Arwidsons Gewinn der Bronzemedaille im Einzel der Spiele 1972. Die nacholympische Saison wurde die erfolgreichste des Schweden. Seine sechs besten Karriereresultate erreichte er in dieser Saison, darunter fünf Top-Ten-Platzierungen. Nachdem er in Oberhof bei einem Sprint Zweiter wurde und sich einzig Johann Passler geschlagen geben musste, gewann er kurz darauf in Antholz mit einem Einzel sein einziges Weltcuprennen. In der Gesamtwertung belegte Johansson den zwölften Platz. Nicht ganz so erfolgreich verliefen die Biathlon-Weltmeisterschaften 1993 in Borowez. Der Schwede wurde 77. des Einzels, 27. des Sprints und Staffelsechster. 1994 kam er in Lillehammer zum zweiten Mal zu olympischen Einsätzen. Erneut konnte er in allen drei Rennen starten. Im Sprint erreichte er den 20. Platz, wurde 42. des Einzels und Elfter mit der Staffel. Letztes Großereignis wurden die Weltmeisterschaften 1995 in Antholz. Im Sprint erreichte Johansson den 77. Platz, wurde 40. des Einzels und erreichte mit der schwedischen Staffel den sechsten Rang.

## Biathlon-Weltcup-Platzierungen
Die Tabelle zeigt alle Platzierungen (je nach Austragungsjahr einschließlich Olympische Spiele und Weltmeisterschaften).
- 1.–3. Platz: Anzahl der Podiumsplatzierungen
- Top 10: Anzahl der Platzierungen unter den ersten zehn (einschließlich Podium)
- Punkteränge: Anzahl der Platzierungen innerhalb der Punkteränge (einschließlich Podium und Top 10)
- Starts: Anzahl gelaufener Rennen in der jeweiligen Disziplin

| Platzierung                                                     | Einzel | Sprint | Verfolgung | Massenstart | Team | Staffel | Gesamt |
| --------------------------------------------------------------- | ------ | ------ | ---------- | ----------- | ---- | ------- | ------ |
| 1. Platz                                                        | 1      |        |            |             |      |         | 1      |
| 2. Platz                                                        |        | 1      |            |             |      |         | 1      |
| 3. Platz                                                        |        |        |            |             |      | 1       | 1      |
| Top 10                                                          | 2      | 3      |            |             | 1    | 6       | 12     |
| Punkteränge                                                     | 2      | 7      |            |             | 1    | 7       | 17     |
| Starts                                                          | 20     | 24     |            |             | 1    | 7       | 52     |
| Stand: Daten nicht komplett, mit Olympischen und WM-Ergebnissen |        |        |            |             |      |         |        |